# Moritz Sadebeck
Benjamin Adolph Moritz Sadebeck (ur. 1 lutego 1809 w Dzierżoniowie, zm. 17 października 1885 w Poczdamie) – niemiecki geodeta, kartograf, nauczyciel matematyki i badacz Dolnego Śląska.

## Życiorys
Ojcem Moritza był Friedrich Sadebeck, kupiec i właściciel fabryki tkackiej w Dzierżoniowie. Moritz uczył się w Strzelinie, po czym przeprowadził się do Wrocławia i przez sześć lat uczęszczał do tamtejszego Gimnazjum św. Marii Magdaleny we Wrocławiu, po ukończeniu którego, w maju 1829 zaczął naukę matematyki na Uniwersytecie Wrocławskim. Studia ukończył wiosną 1833 i został nauczycielem matematyki w macierzystym gimnazjum, pracując tam do 1866. Jednocześnie od 1833 do 1834 uczył się w seminarium nauczycielskim. W 1837 r. uzyskał doktorat z matematyki na Uniwersytecie Wrocławskim, a w 1853 habilitację. Od 1838 był członkiem Śląskiego Towarzystwa Popierania Kultury Ojczystej.
W 1866 r. opuścił Wrocław w związku z zatrudnieniem go w berlińskim Instytucie Geodezyjnym, w którym w późniejszym okresie został profesorem i objął jedno z kierowniczych stanowisk. Jako geodeta pracował do 1884 r.

## Działalność naukowa
W czasie pracy na stanowisku nauczyciela Gimnazjum św. Marii Magdaleny napisał i wydał we Wrocławiu kilka podręczników, w tym podręcznik chemii (1840), algebry i arytmetyki (1859) oraz mający siedem wznowień podręcznik geometrii (1838).
W ramach działalności w Śląskim Towarzystwie Popierania Kultury Ojczystej opublikował kilkadziesiąt artykułów z zakresu nauk ścisłych, ale też przyrodniczych, historycznych i muzykologii.
Na podstawie własnych badań terenowych i źródłowych napisał dwie monografie regionalne, do każdej załączając sporządzoną przez siebie mapę w skali 1:50 000 bazującą na wykonanych przez niego pomiarach geodezyjnych danego terenu: o Wzgórzach Strzelińskich (Die Strehlener Berge, wyd. w 1850) i o rejonie góry Ślęża (Der Zobtenberg und seine Umgebung, 1855; w polskim tłumaczeniu wydana w 2008 r.). Ta druga została opublikowana w czasopiśmie Akademii Badań Naturalnych Leopoldina i była pierwszą naukową pracą poświęconą Ślęży.
Niezależnie od zatrudnienia w gimnazjum, Sadebeck, zarówno z własnej inicjatywy, jak i przede wszystkim na zamówienie różnych instytucji, wykonywał szereg prac geodezyjnych:
- triangulacja na potrzeby górnicze niektórych rejonów Górnego Śląska (1853–1857) dla Królewskiego Wyższego Urzędu Górniczego[8]
- triangulacja obszaru miasta Wrocławia (wydana w 1855)[9]
- plan geodezyjny Wrocławia w skali 1:1000 (1856–1860) wykonany na zlecenie władz miasta. Był on następnie podstawą kolejnych planów Wrocławia wykonywanych przez innych geodetów miejskich aż do przełomu XIX/XX w.[10]
- od 1863 do 1865 na zlecenie urzędu w Berlinie dokonał pomiarów geodezyjnych i astronomicznych na trzech górach: dwóch na terenie obecnej Saksonii-Anhalt: Brocken w górach Harz i Fallstein nieopodal Osterwieck oraz na Śnieżce[11].

Po zatrudnieniu w Berlinie Sadebeck publikował prace geodezyjne nt. pomiarów geodezyjno-astronomicznych dla różnych obszarów Europy, zwłaszcza Niemiec, a także artykuły metodologiczne z zakresu geodezji.

## Nagrody
- Order Orła Czerwonego III klasy (1878)[12]
- tytuł tajnego radcy rządowego (1881)[12]

## Rodzina
Synami Moritza Sadebecka byli: botanik i mykolog Richard Sadebeck oraz mineralog i geolog Alexander Sadebeck.